# I. Szaniszló lengyel király
Stanisław Leszczyński (litvánul: Stanislovas Leščinskis; Lwów, Lengyelország, 1677. október 20. – Lunéville, Lotaringia, 1766. február 23.), Lengyelország királya és Litvánia nagyfejedelme I. Szaniszló  néven 1704 és 1709 között, majd 1733 és 1736 között újra, ezt követően Lotaringia és Bar hercege 1737-től 1766-ban bekövetkezett haláláig. A lengyel grófi Leszczyński család tagja.
Sobieski János halálát követően osztrák és orosz támogatással a szász választófejedelmet, Erős Ágostot választották a Lengyel–Litván Nemzetközösség élére. Az ország Ágost vezetésével részt vett a nagy északi háborúban, ám sorozatos katonai és területi veszteségeket szenvedett el, amely destabilizálta országát. A svédek, miután megsemmisítő vereséget mértek a szász és a lengyel–litván csapatokra, 1704-ben leváltották Ágostot és Leszczyńskit segítették a trónra.
1709-ben szövetségese, XII. Károly svéd király vereséget szenvedett az oroszoktól a poltavai csatában, majd száműzetésbe kényszerült az Oszmán Birodalomba. Ennek eredményeképp Ágost orosz segítséggel visszatért a lengyel–litván trónra, menekülésre kényszerítve Leszczyńskit és családját, aki ugyan lengyel trónigényéről lemondott, ám királyi címéről nem. Amíg Károly oszmán száműzetésében volt, Leszczyński megkapta a Német-római Birodalom egy kicsiny államát, Pfalz–Zweibrücken hercegségét, ami svéd koronatartomány volt. Károly 1719-ben bekövetkezett halálát követően francia támogatással az Elzászban található Wissembourgba költöztek. Ebben az időben, 1725-ben vette feleségül leányát, Leszczyńska Máriát XV. Lajos francia király.
Erős Ágost 1733-as halálával kirobbant a lengyel örökösödési háború. Ahogy Sobieski halálát követően is történt, külföldi erők beavatkozásával zajlott a Szejm királyválasztása. Annak ellenére, hogy nagyszámú orosz csapatok tartózkodtak az országban, Leszczyńskit újra megválasztották lengyel királynak. Az oroszok ezt követően arra ösztönözték a szakadár nemesek egy kicsiny csoportját, hogy tartsák meg saját választásukat, és II. Frigyes Ágostot, az elhunyt király fiát válasszák uralkodójuknak. A háború szinte azonnal kitört, ami valójában a Bourbonok és a Habsburgok közti hatalmi versengés volt. A harcoknak 1735-ben lett vége, majd 1736 januárjában Stanisław hivatalosan is lemondott lengyel királyi címéről, kárpótlásul pedig megkapta élete végéig Lotaringia és Bar hercegségét.
Leszczyński lotaringiai hercegként aktívan igazgatta új birtokait: számos kulturális és jóléti intézmény alapjait fektette le. A művészetek pártfogoltjaként élénk kulturális központtá alakította lunéville-i székhelyét. Emellett politikafilozófiával is foglalkozott: párbeszédet folytatott Jean-Jacques Rousseau-val, és filozófiai értekezéseket írt anyanyelvén, lengyelül, így a lengyel felvilágosodás egyik kulcsszereplőjévé is vált. 1766-os halálát követően birtokai és címei vejére, XV. Lajos királyra szálltak.

## Élete

### Származása
Stanisław Leszczyński lengyel herceg (szlachta) 1677. október 20-án született a galíciai Lwówban, az első Lengyel Nemesi Köztársasághoz (Rzeczpospolita) tartozó Ruténiai vajdaság fővárosában.
Édesapja a Wieniawa nemzetségből származó Rafał (Rafael) Leszczyński herceg, birodalmi gróf (1650–1703) volt, Bogusław Leszczyński alkancellár (1612–1659) és Anna Denhoffówna grófnő fia, 1687-től Poznań vajdája, 1702-től a korona főkincstárnoka (podskarbi wielki koronny). A német-római birodalmi grófi rangot (Reichsgraf) a Leszczyński család egyik ősapja 1473-ban kapta III. Frigyes császártól.
Édesanyja Anna Jabłonowska lengyel hercegnő (1660–1727) volt, Stanisław Jan Jabłonowski hetman (1634–1702) és a Grzymała-nemzetségből való Marianna Kazanowska grófnő (1643–1687) leánya. Stanisław herceg volt szüleinek egyetlen gyermeke.
Ifjú korában, 1695–1696 között III. (Sobieski) János lengyel király szolgálatában diplomáciai megbízatásokat teljesített Európában. A király halála után, 1697-ben a szász Wettin-házból származó I. Frigyes Ágost szász választófejedelem (Erős Ágost) lett a lengyel–litván perszonálunió (Rzeczpospolita) uralkodója, II. Ágost néven, Ausztria és Oroszország erős támogatásával. Stanisław Leszczyński herceg maga is részt vett az új uralkodó megválasztásában, és aláírta a II. Ágost beiktatásáról szóló törvénycikkeket.
A következő években magas állami tisztségeket töltött be: 1696-ban Odolanów sztarosztája, 1697-től a Lengyel Korona főpohárnoka (podczaszy wielki koronny) lett. 1699-től apja örökébe lépett, Poznań vajdájává nevezték ki. Birtokai Poznań környékén, a mai Nagy-lengyelországi vajdaság (Województwo Wielkopolskie) területén feküdtek, a család lakóhelye Rydzyna város volt.

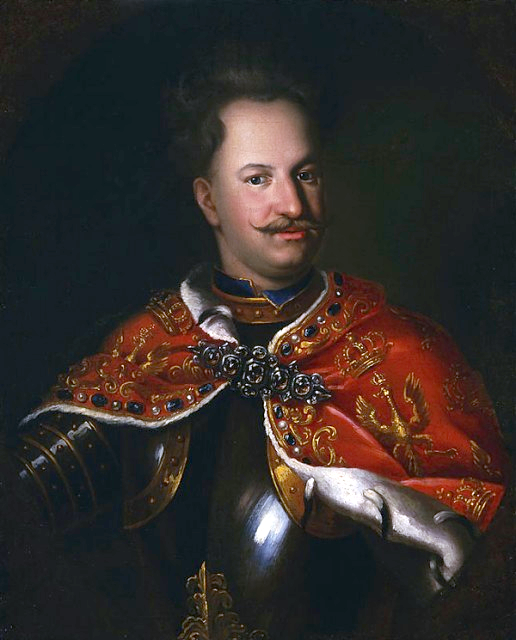
Az ifjú Stanisław Leszczyński
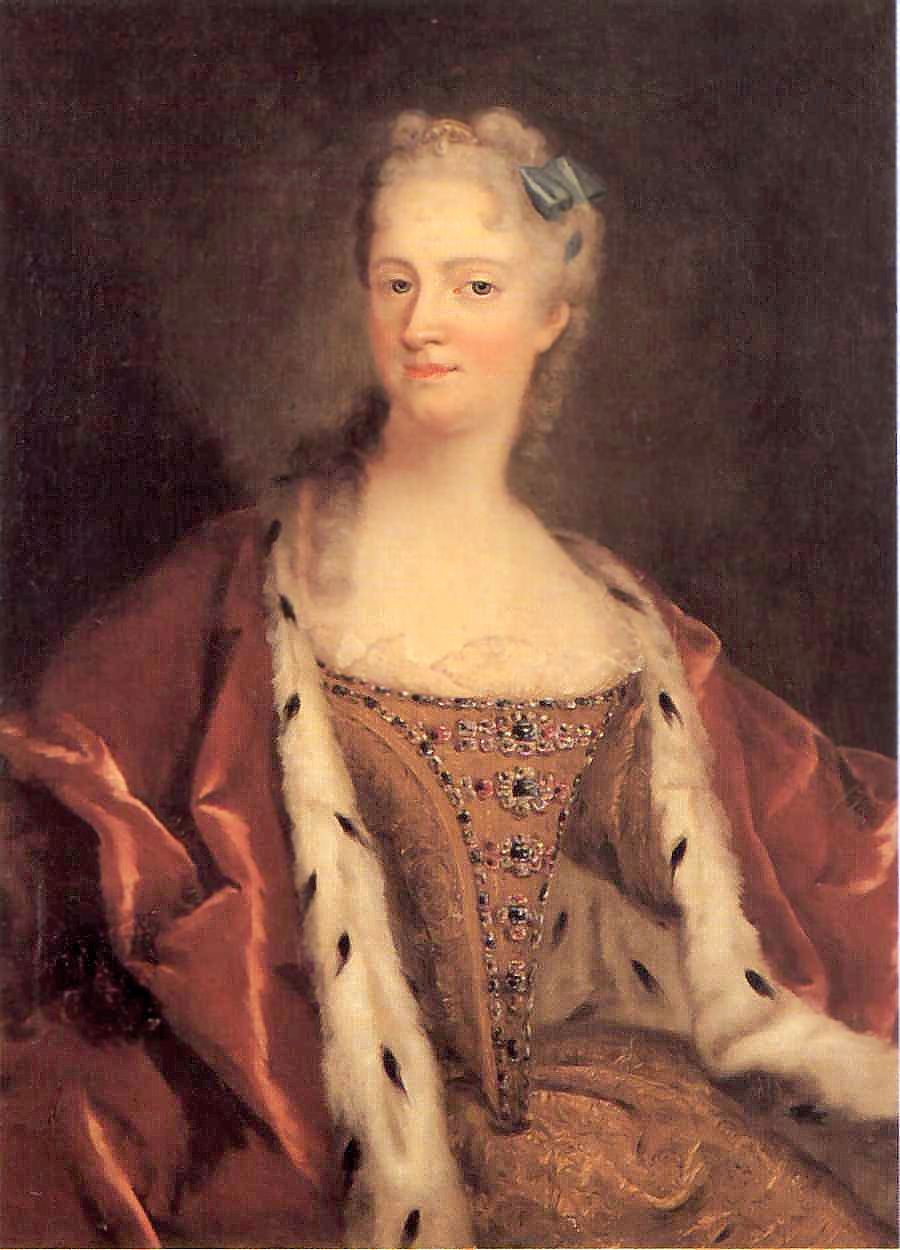
Felesége, Katarzyna Opalińska
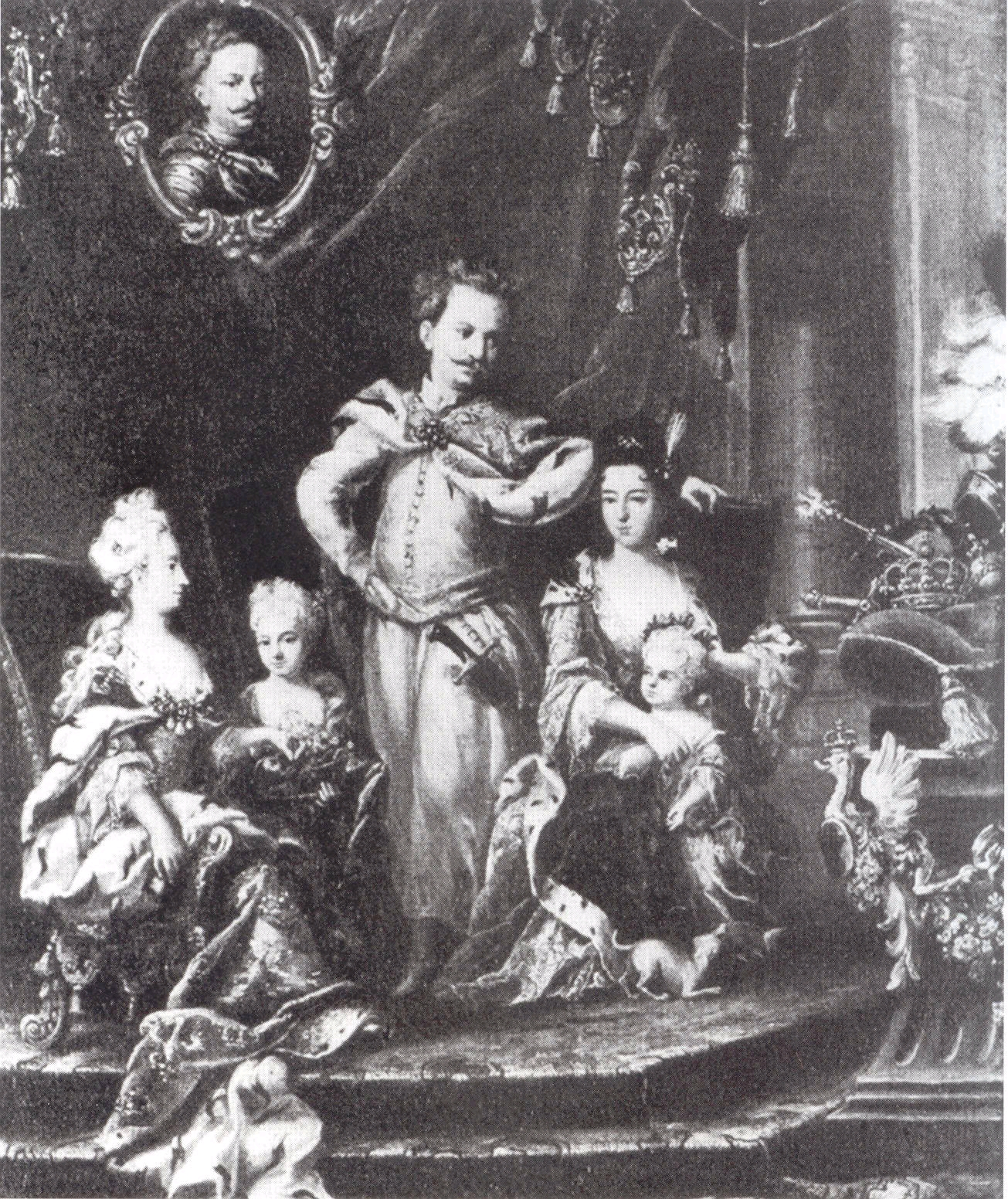
Családja, gyermekei

### Házassága, gyermekei
1698-ban, 21 éves korában feleségül vette a Łodzia nemzetségből származó, 18 éves Katarzyna Opalińska grófnőt (kasztelana) (1680–1747), Jan Karol Opaliński poznańi grófnak (kasztelan) és Zofia Anna Czarnkowska grófnőnek leányát. Két leányuk született:
- Anna Leszczyńska hercegnő (1699–1717) és
- Maria Karolina Zsófia Leszczyńska (1703–1768), 1725-től francia királyné.

### Első uralkodása (1704–1709)
1700-ban kitört a nagy északi háború. Erős Ágost lengyel és szász erői – az orosz–dán szövetség haditerve szerint – ostrom alá vették Livónia fővárosát, Rigát. XII. Károly svéd király hadereje azonban bevonult Lengyelországba, november 19-én a narvai csatában vereségét mért az orosz seregekre, majd 1701. július 19-én az egyesült szász–lengyel haderőre. 1702-ben elfoglalta Varsót, majd Krakkót. A szász-lengyel erők sorozatos vereségei megosztották a lengyel arisztokráciát. 1704–1709 között Lengyelországban trónviszály és polgárháború alakult ki.
1704. február 16-án – XII. Károly hadseregének árnyékában – megalakult a varsói konföderáció, amelyet Michał Stefan Radziejowski, Gniezno érseke, a lengyel-litván unió prímása szervezett. Ez a háború azonnali befejezését követelte. II. Ágost hívei május 20-án a sandomierzi konföderációba tömörültek. Stanisław Leszczyński a varsói konföderáció résztvevőihez csatlakozott, nevükben béketárgyalásokat kezdett XII. Károllyal. Királyválasztó gyűlést (szejmet) hívott össze, amelynek tagjai megfosztották trónjától a szász II. Ágostot, interregnumot hirdettek ki, majd 1704. július 12-én Stanisław Leszczyński herceget megválasztották Lengyelország királyává és Litvánia nagyhercegévé, I. Szaniszló néven. Néhány hónappal később Szász Ágost hadserege váratlanul beütött Varsóba, Szaniszlónak és családtagjainak mindent hátrahagyva a svéd hadsereg táborába kellett menekülniük. 1705. október 4-én azonban Varsóban ünnepélyes keretek között megtörtént a koronázás. XII. Károly új koronát és koronázási jelvényeket ajándékozott Szaniszlónak, mivel az eredetieket II. Ágost magával vitte Szászországba. Erős Ágost a választást trónbitorlásnak minősítette, mivel törvényes királyt csak a teljes lengyel nemesség gyűlése választhatott volna.
I. Szaniszló király mindenekelőtt az egész Lengyel-Litván Unió (Rzeczpospolita) nevében katonai szövetséget kötött Svédországgal az Orosz Birodalom ellenében. 1704. augusztus 30-án az Erős Ágostot támogató sandomierzi konföderáció viszont – szintén az egész Rzeczpospolita nevében – Nagy Péter cárral kötött szövetséget. Szaniszlónak a háború kritikus szakaszában sikerült dezertálásra bírnia Ivan Mazepa kozák hetmant, aki ezután kozákjaival a svédek oldalán harcolt a Szaniszló király által megszervezett kontingenssel együtt.
1706-ban XII. Károly elfoglalta Szászországot is, és az altranstädti békeszerződésben hivatalosan lemondatta trónjáról II. Ágostot. Szaniszló király helyzete azonban ingatag maradt, trónján maradása kizárólag a svéd király katonai sikerein múlott. 1709-ben az orosz hadsereg poltavai győzelmével a svéd haderő megsemmisült, és XII. Károly az Oszmán Birodalomba menekült üldözői elől. II. Ágost király orosz katonai támogatással visszaszerezte trónját. Leszczyński Szaniszló egész családjával együtt menekülni kényszerült Lengyelországból.

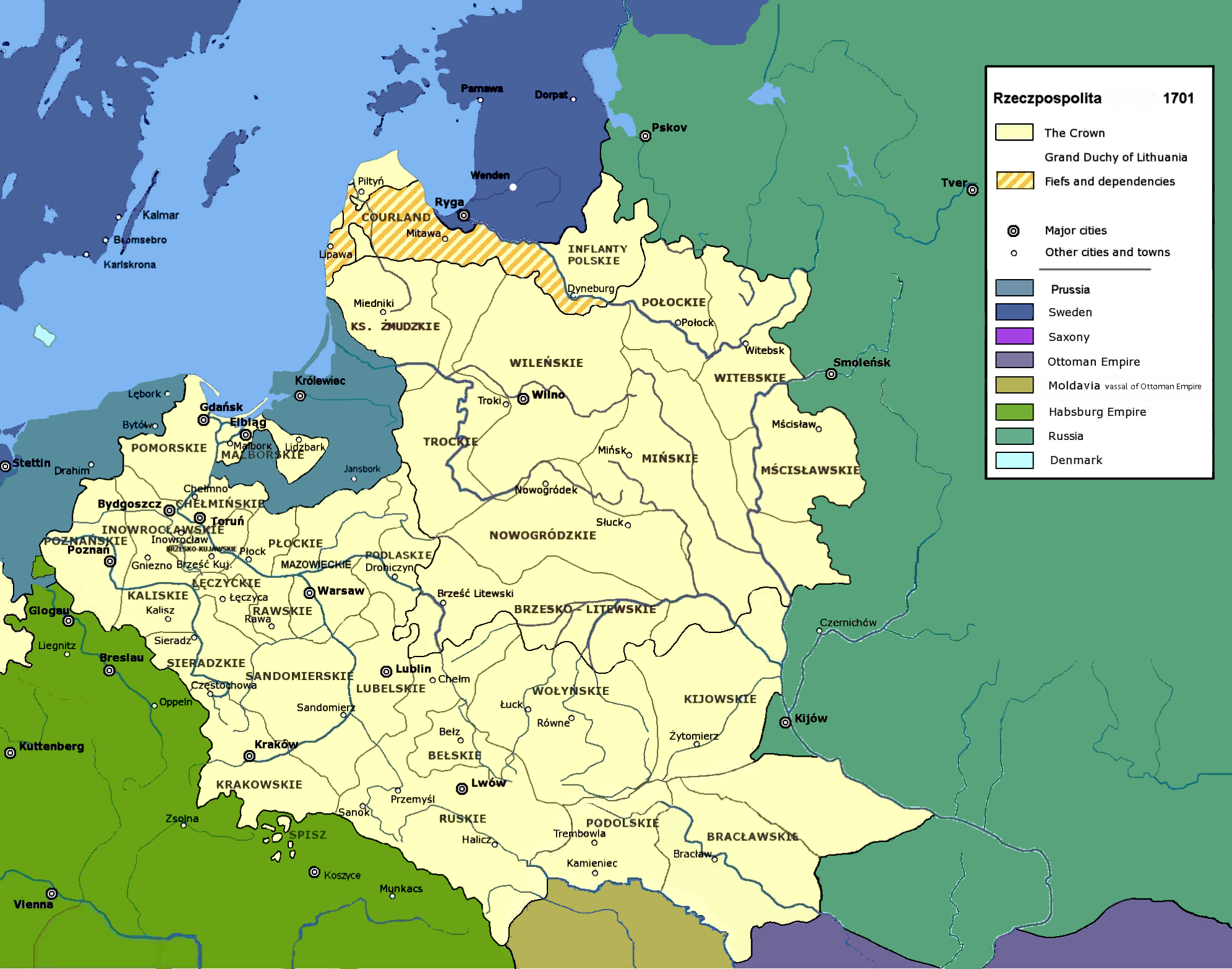
A Rzeczpospolita 1701-ben.
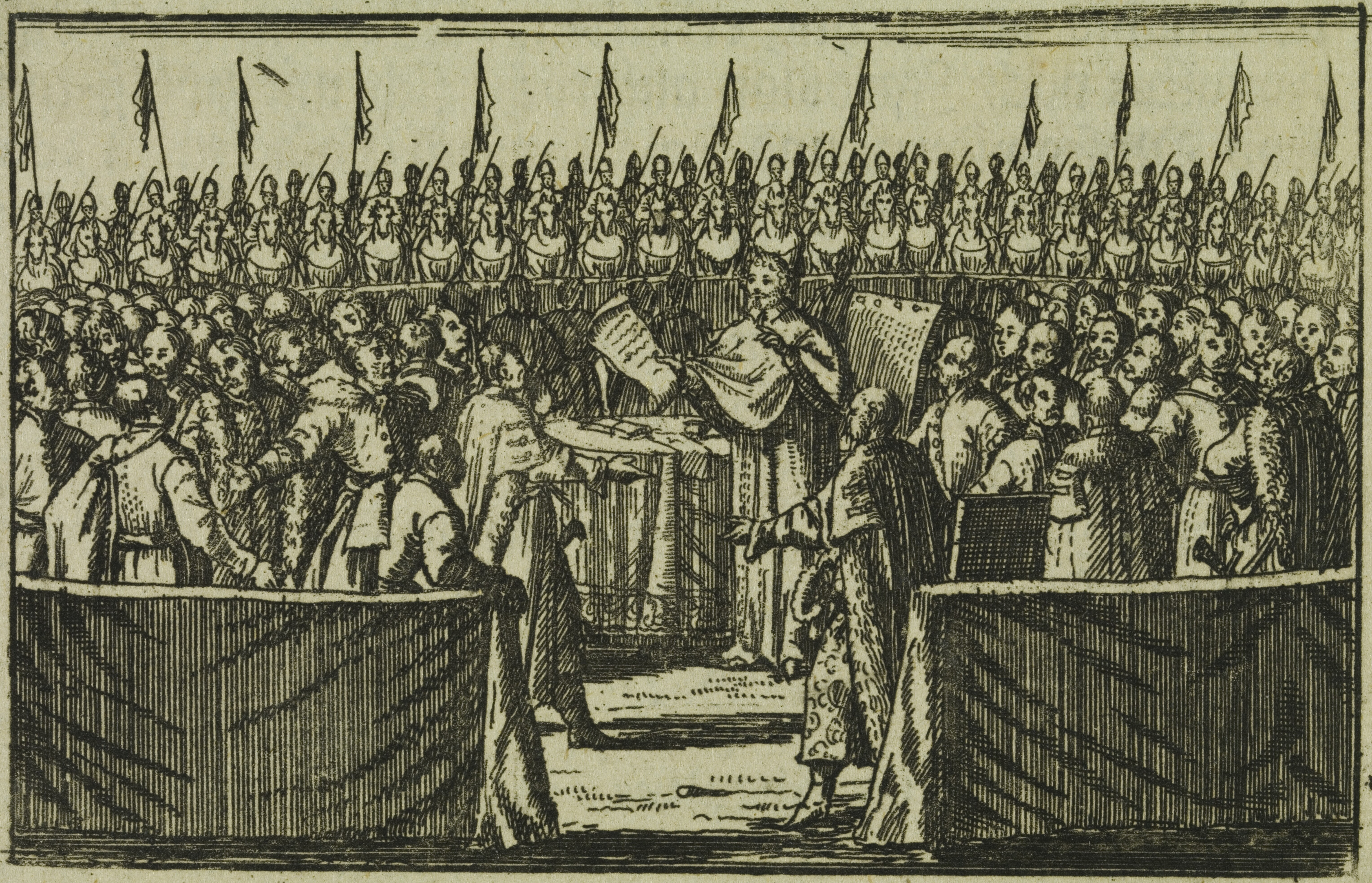
Királlyá választása 1704-ben.
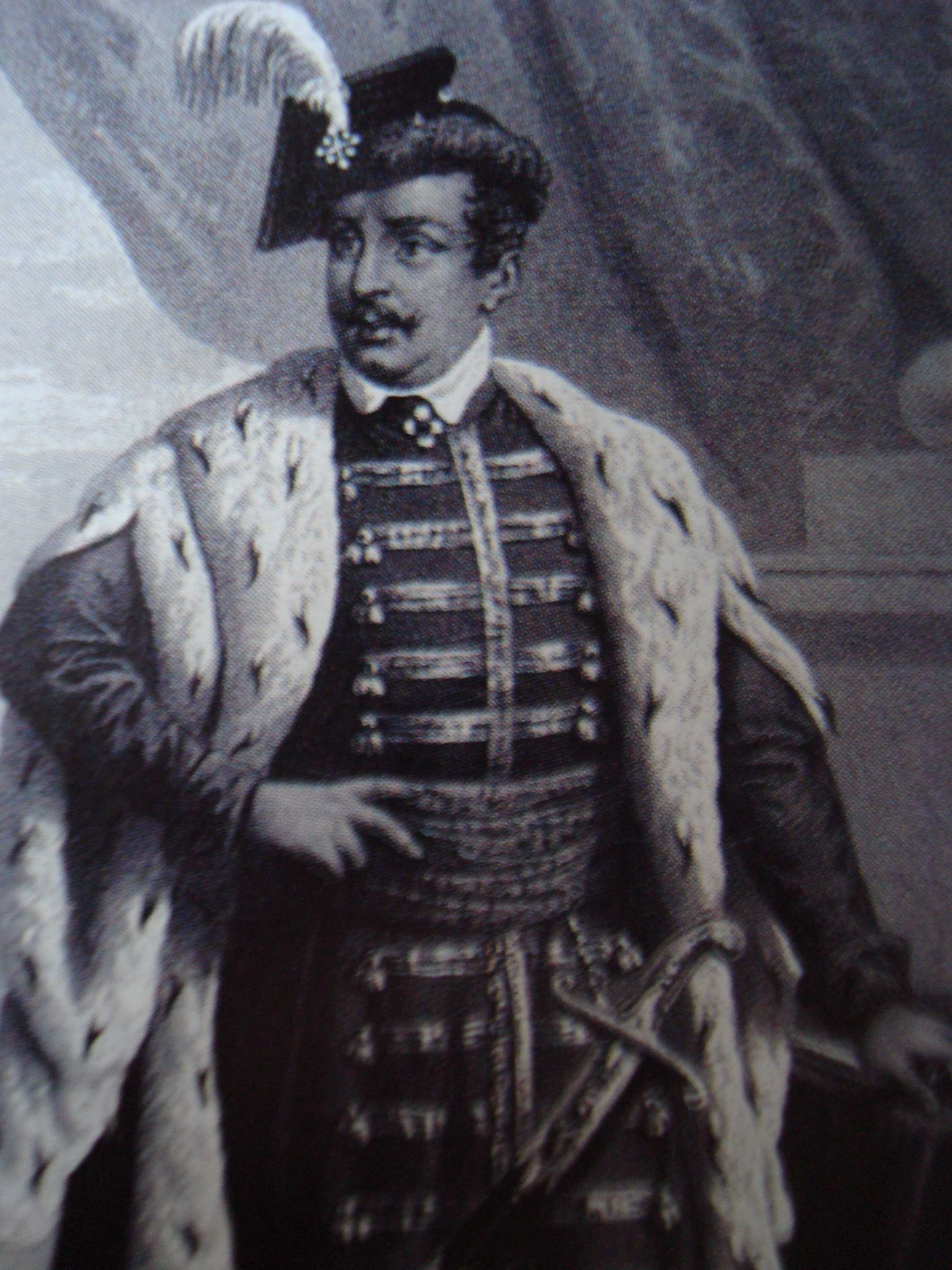
Első királysága idején, nemzeti viseletben
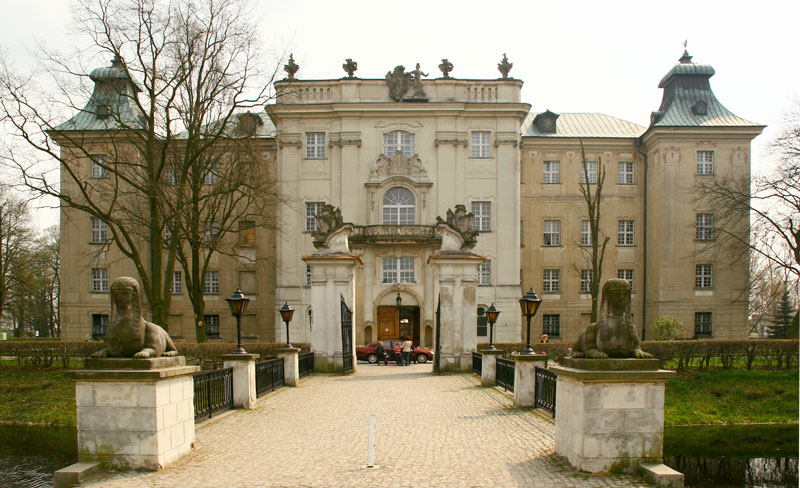
A rydzynai Leszczyński-kastély

### Első száműzetése
Szaniszló király Krassow svéd tábornok visszavonuló hadseregével tartott, amely Stettinen, Stralsundon és Kristianstad át Svéd-Pomerániába húzódott. 1706-ban itt találkozott Jacob Heinrich von Flemming tábornaggyal, II. Ágost követével, akivel lemondásának és hazatérésének feltételeiről tárgyalt. Végül lengyel trónigényéről lemondott, de királyi címéről nem, ehhez egyetlen megmaradt támogatója XII. Károly svéd király ragaszkodott.
1712-ben a leköszönt Szaniszló király a moldáviai Benderben csatlakozott XII. Károly svéd királyhoz. Az Oszmán Birodalom területéről kiinduló katonai akciókat szerveztek II. Ágost uralmának megingatására. A győztes Erős Ágost király ezért Leszczyńskit felségárulónak nyilvánította és megfosztotta minden lengyelországi birtokától.
Lengyel királyi címéről XII. Károly továbbra sem engedte lemondani, viszont 1714. július 4-én átmeneti megoldásként átadta neki egyik saját hűbéri birtokát, a saar-vidéki Pfalz–Zweibrücken (francia neve: Palatinat–Deux-Ponts) hercegséget, amely Lotaringia és Bar Hercegségeinek határán feküdt. Itt a család rangjához méltó, de szerény költségvetésű udvart tarthatott fenn. Leszczyński Szaniszló is hódolhatott szenvedélyeinek, a művészeteknek és a zenének. 1717-ben idősebbik leánya, Anna hercegnő 18 éves korában tüdőgyulladást kapott és a gräfinthali kolostorban meghalt.
1718-ban, XII. Károly halála után Leszczyński Szaniszlónak és családjának el kellett hagynia a Pfalz-Zweibrücken Hercegséget. Az elűzött király élete nem volt biztonságban. Ellenfele, Erős Ágost több merénylőt is ráküldött, egyiküknek sikerült is a közelébe férkőznie, de Szaniszló sebesülten túlélte a merényletet. Lipót Józseftől (1679–1729), Lotaringia és Bar uralkodó hercegétől, a későbbi I. Ferenc német-római császár apjától kért menedéket. A francia király engedélyével a biztonságos elzászi francia katonavárosokba, Petit-Landauba és Wissembourgba költözhettek. Lakóhelyüket II. Fülöp orléans-i herceg (1674–1723), az elhunyt XIV. Lajos unokaöccse, a Francia Királyság régense jelölte ki, aki kegydíjat folyósított és testőrséget is biztosított a család tagjainak.
Wissembourgi éveik idején a francia kormány megfelelő feleséget keresett a fiatal és gyenge egészségű XV. Lajos király számára. A nagyhatalmak favoritjai kiestek, a rivalizáló Orléans és a Condé-ház egymás elleni intrikái nyomán a lengyel Leszczyńska Mária lengyel királyi hercegnő neve maradt fenn a rostán. 1725-ben a főminiszter, Bourbon–Condé herceg megkérte Leszczyński Szaniszlótól 22 éves leányának kezét a 15 éves király számára. A hercegnő ünnepélyes esküvőjét XV. Lajossal 1725. szeptember 5-én tartották Fontainebleau-ban, szülei a chambord-i kastélyba költöztek, itt is laktak 1733-ig, Leszczyński Szaniszlónak a lengyel királyi trónra való visszatéréséig.

### Második uralkodása (1733–1736)
1733 elején elhunyt Leszczyński Szaniszló ellenfele, II. Ágost lengyel király. Trónját jog szerint fia, II. Frigyes Ágost szász választófejedelem (1696–1763) örökölte.
Leszczyński Szaniszló, XV. Lajos király apósa úgy vélte, vejének segítségével visszaszerezheti trónját. Lajos új főminisztere, Fleury bíboros számára indifferens volt a jövendő lengyel király személye, de gátat akart vetni az Orosz és a Habsburg Birodalom térnyerésének Észak- és Kelet-Európában. Leszczyński Szaniszló trónigénye kiváló ürügyet nyújtott az Ausztria elleni beavatkozásra, és a Német-római Birodalomhoz tartozó Lotaringiai Hercegség megszerzésére is. Lotaringia és Bar hercege, az ifjú Ferenc István herceg VI. Károly császár leányának, Mária Terézia főhercegnőnek jövendőbelije volt, e házasság révén a Habsburg érdekterület veszélyesen közel került volna Franciaország határaihoz. XV. Lajos ezért Stanisław Leszczyński trónigényét támogatta.
1733 szeptember elején Stanisław Leszczyński álruhában hazatért Varsóba. A lengyel főnemesi párt, amelyet Potocki herceg, Gniezno érseke, Lengyelország prímása vezetett, királyválasztó gyűlést hívott össze Varsóba. Itt a hazatért Leszczyński támogatói kerültek többségbe. Ezt látva Ausztria és Oroszország határozottan III. Ágost mögé állt. Az orosz és osztrák birodalmi haderők aggasztó közeledése ellenére 1733. szeptember 11-én nagy többséggel Leszczyński Szaniszlót választották az elhunyt Erős Ágost utódává.
Hamarosan cári csapatok érkeztek Varsóba, megkezdődött a lengyel örökösödési háború. A litvániai főkancellár, Wiśniowiecki herceg vezetésével a királyválasztó gyűlés egy frakciója eltávozott. Ez a kisebbségben lévő csoport csatlakozott az oroszokhoz és osztrákokhoz, és az ő jelöltjüket, a szász Frigyes Ágostot választották meg, akit 1734. január 17-én III. Ágost néven Lengyelország királyává koronáztak. A néhány nappal korábban királlyá választott Szaniszló király a Porosz Királysághoz tartozó Danzigba (Gdańskba) menekült.
Varsó bevétele és III. Ágost beiktatása után az orosz és szász csapatok Szaniszló király üldözésére indultak. 1734 októberében 20 000 fős orosz haderő vette ostrom alá Danzigot, ahol Szaniszló és hívei elsáncolták magukat. Több hónapos véres harc következett. A város felmentésére XV. Lajos francia csapatokat küldött Koppenhágán keresztül. A franciák Plélo grófjának, Franciaország dániai nagykövetének vezetésével 1735 májusában partra is szálltak Danzigban. Plélo grófja a Westerplattéért vívott csatában elesett. Június 30-án, 135 napos ostrom után az oroszok elfoglalták Danzigot. Két nappal korábban Leszczyński Szaniszló álruhában a kelet-poroszországi Königsbergbe menekült a visszavonuló francia csapatokkal. Lengyelországban maradt hívei Tarło herceg (szlachta) vezetésével megalakították a dzikówi konföderációt (konfederację dzikowską), és még 1735-ig folytatták a küzdelmet a szász választófejedelem hadserege ellen, de eredménytelenül. Szaniszló hiába kért segítséget vejétől, a 40 000 fős francia hadsereg nem támadta meg Szászországot. Utoljára Mikołaj Potocki herceg Kelet-Lengyelországban (a mai Ukrajnában) álló 50 000 főnyi seregét is szétszórták az orosz hadak elsöprő támadásai. A további harc kilátástalanná vált.

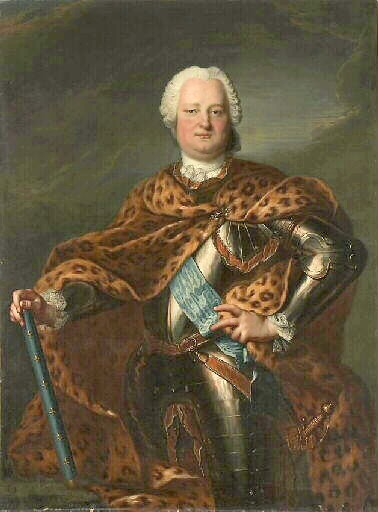
Második királysága idején
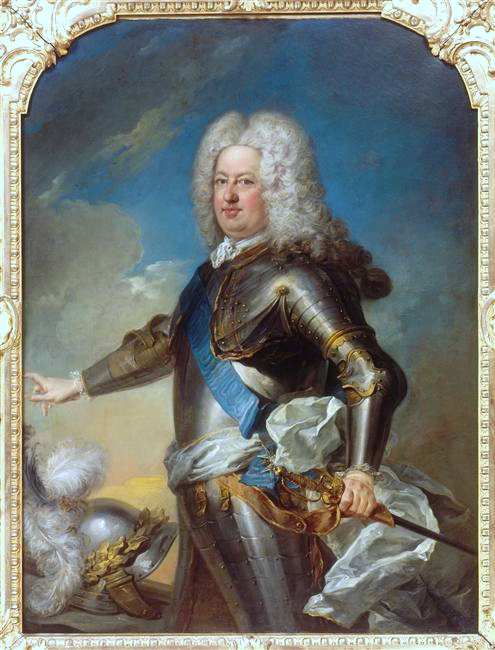
Második királysága idején
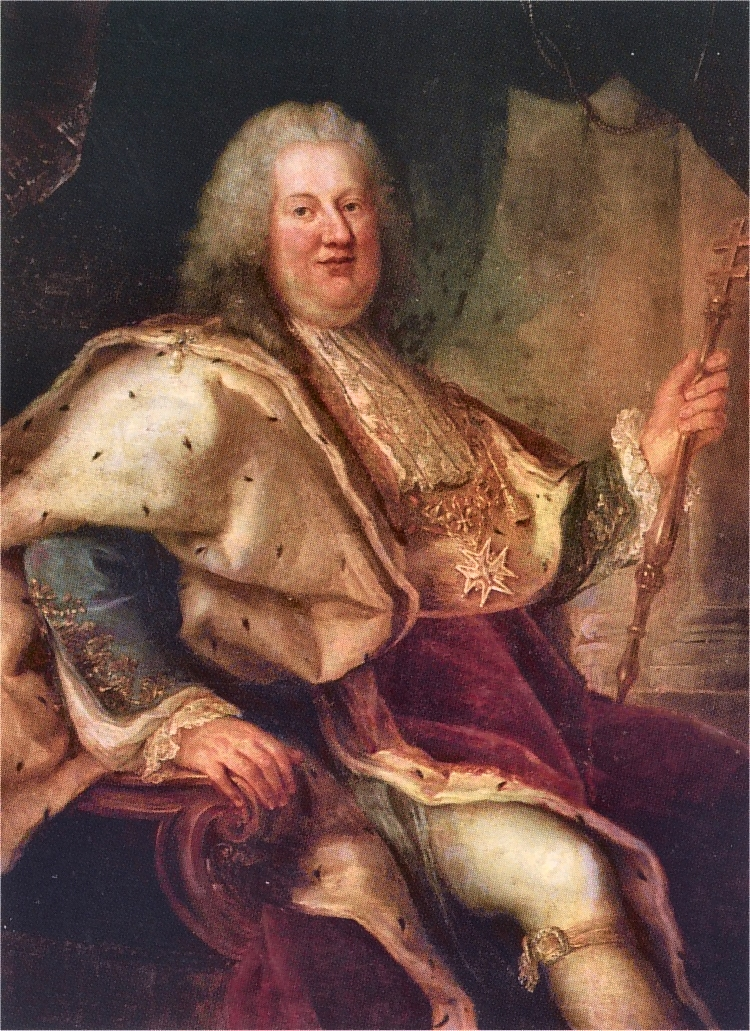
Lotaringiai és Bar hercege
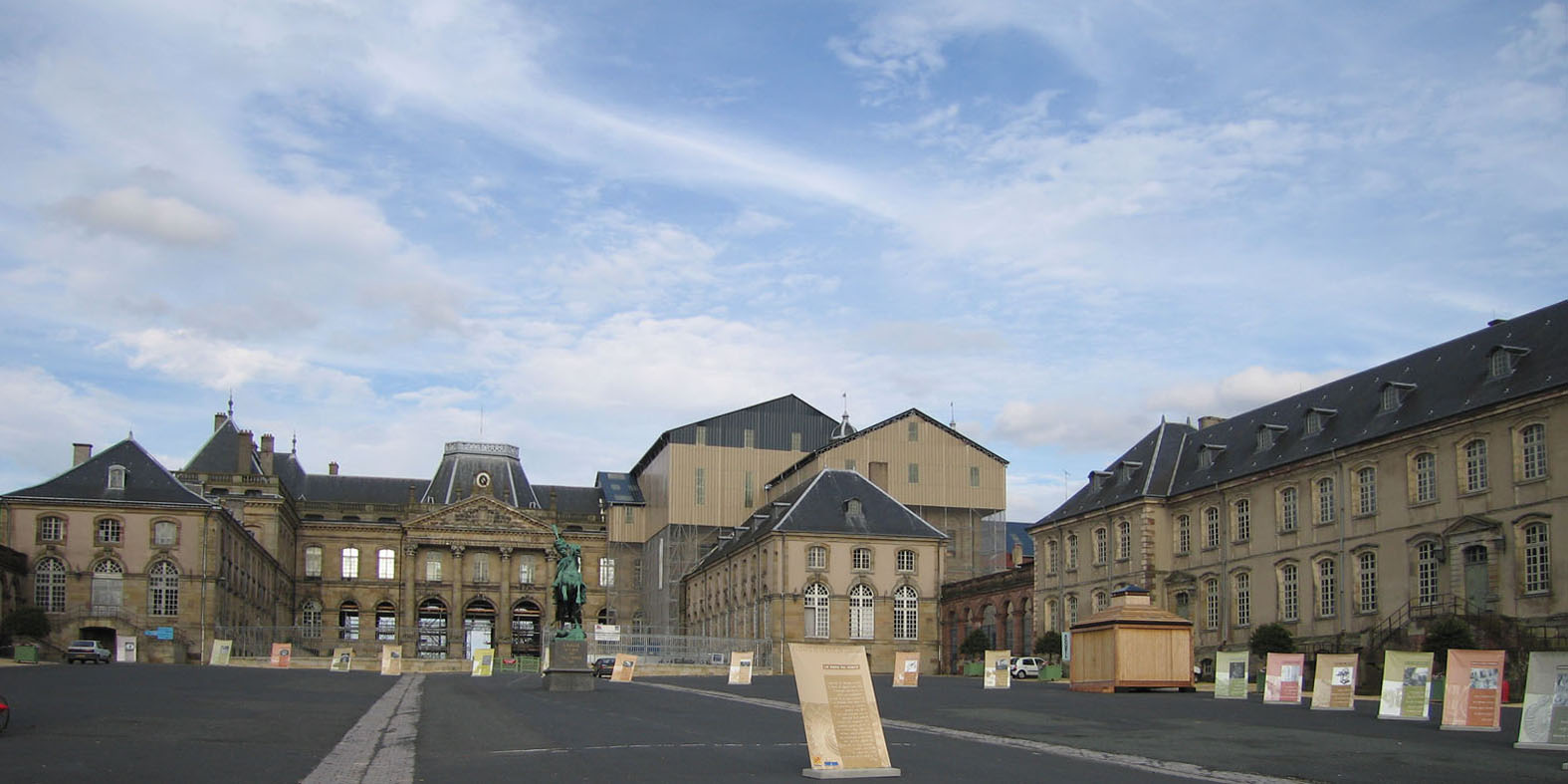
A lunéville-i hercegi kastély
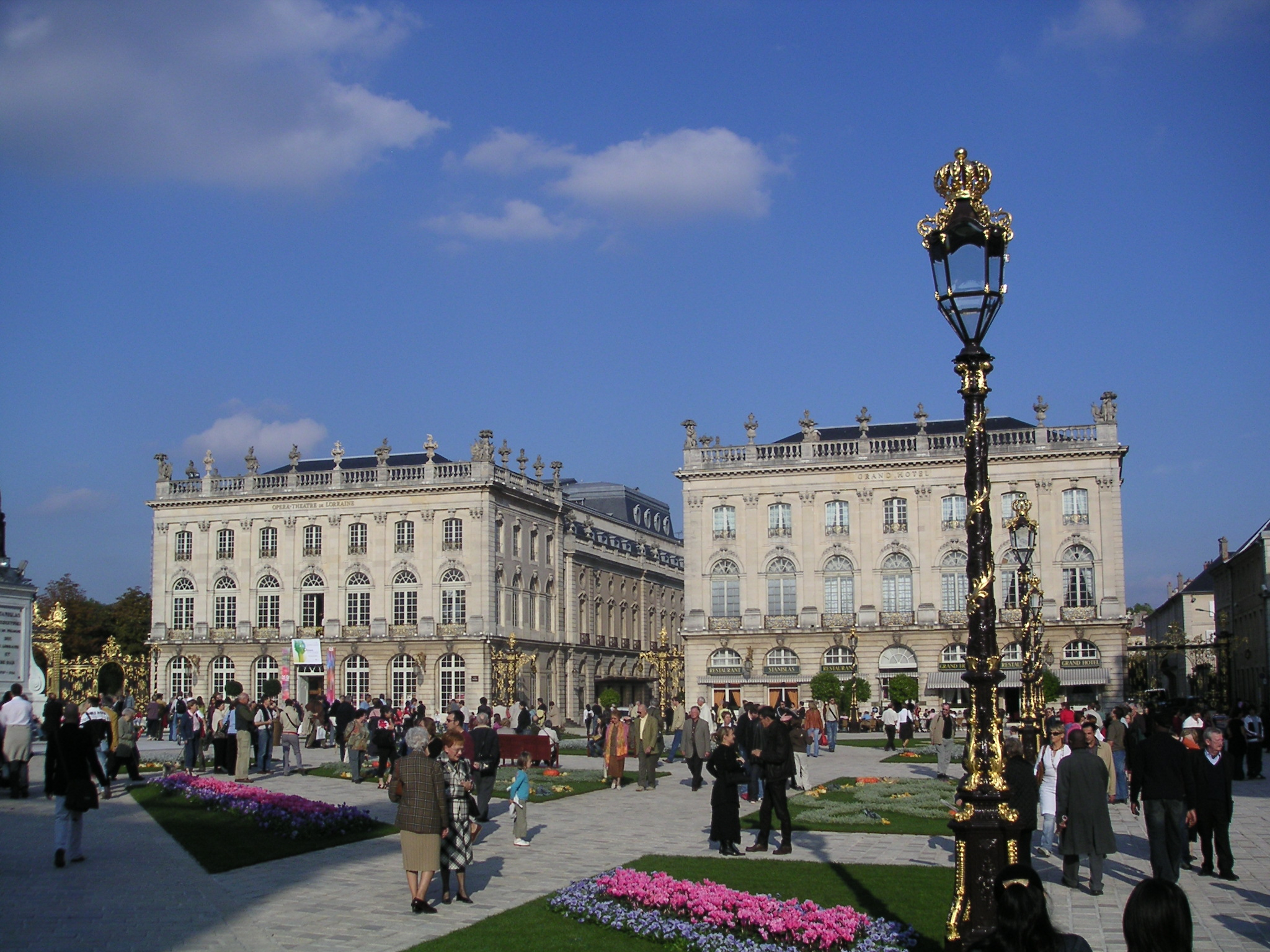
A Stanislas tér Nancyban
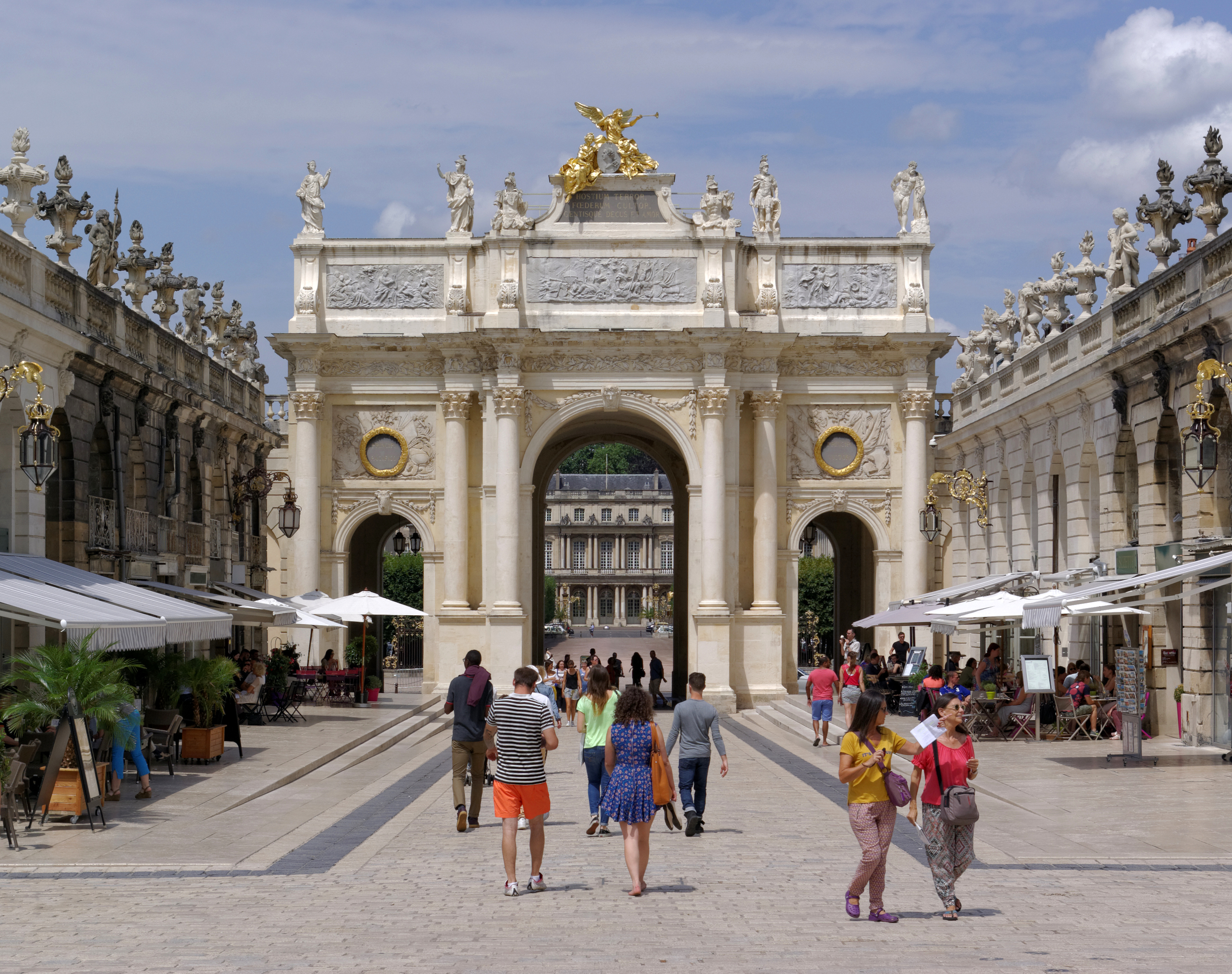
A Stanislas tér Nancyban

### Lotaringia és Bar hercege
A lengyel örökösödési háború vége felé nehéz és akadozó tárgyalások folytak, ennek nyomán 1735. október 3-án Franciaország és a Habsburg Birodalom megkötötték a bécsi előbékét (Préliminaires de Vienne, Wiener Präliminarfrieden). A Franciaország megszerezte Lotaringia és Bar hercegségeit. 1736-ban XV. Lajos még nem tudta azonnal annektálni ezeket a hercegségeket, ezért életfogytig tartó birtokba adta a trónját vesztett Leszczyński Szaniszlónak. A volt lengyel király halála esetén a két hercegséget – Leszczyński leányának révén – veje, a francia király örökli. Lotaringia és Bar urának, Ferenc István hercegnek 1736-ban formálisan is le kellett mondania elvesztett fejedelemségeiről, hogy feleségül vehesse Mária Terézia főhercegnőt, VI. Károly császár kijelölt örökösét. (Lotaringiáért cserébe a császár neki ígérte a Toszkánai Nagyhercegséget).
1736. május 5-én Leszczyński elhagyta Königsberget, és június 4-én megérkezett a Párizs melletti Meudon kastélyba. Itt – miután hivatalosan lemondott a lengyel trónról – XV. Lajos miniszterei szeptember 30-án még aláírattak vele egy titkos nyilatkozatot („Déclaration de Meudon”), amelyben a volt király kinyilvánítja, hogy „nem kíván beavatkozni Lotaringia és Bar hercegségeinek közigazgatési és pénzügyeibe, ezeket átengedi Franciaország királyának, mostantól és mindörökre”.
1737. január 18-án Leszczyński Szaniszló – Fleury bíboros nyomatékos ajánlására – Galaizière márkit, Philibert Orry francia pénzügyminiszter sógorát alkalmazta kancellári minőségben. Ezek után 1737. február 8-án Bar hercegévé nyilvánították. Március 21-én beiktatták Lotaringia hercegségébe is. Az igazságügyi, rendőri és pénzügyeik intézésre a király francia intendatúrát állíttatott fel Nancyban, amelynek feladata a francia annexió előkészítése volt, Leszczyński halála esetére.
Április 1-jén Leszczyński Szaniszló elutazott Lotaringiába, ahová április 3-án érkezett meg. Ugyanezen a napon távozott leányaival együtt az özvegy Erzsébet Sarolta orléans-i hercegnő, a lemondott III. Ferenc herceg anyja, a hercegség régense, aki Commercy hercegségét kapta életfogytig tartó birtokul. Az új uralkodó egy darabig Craon hercegénél kényszerült lakni, mivel III. Ferenc herceg magával vitte kastélyainak minden berendezését, és XV. Lajos nem gondoskodott apósa bútorairól. Felesége, Katalin exkirályné április 13-án csatlakozott férjéhez. Beköltöztek a lunéville-i hercegi kastélyba.

### Mecénás és filozófus
A volt lengyel király évente 2 millió livre nyugdíjat kapott XV. Lajostól. A bőséges jövedelemből végre azzal foglalkozhatott, amihez egész életében vonzódott: a művészetekkel, műkincsekkel, könyvekkel. A következő években Leszczyński Szaniszló lunéville-i udvarában élénk kulturális élet bontakozott ki.
Leszczyński Szaniszló nagy mecéneás volt, fényes udvart tartott, számos művészt, írót és irodalomtudóst hívott meg palotájába, és bőkezűen támogatta is őket. Leszczyński Szaniszló rokonszenvvel tekintett a kor szabadságeszményeire, a hatalmi ágaknak a liberálisok által szorgalmazott szétválasztására, de mélyen hívő emberként ellenzett minden szélsőséges vallási vagy ateista törekvést. Erről 1760-ban maga is írt egy filozófiai esszét: „A józan belátás legyőzi a hitetlenséget” („L'Incrédulité combattue par le simple bon sens”).
Leszczyński számos kulturális és jóléti intézmény alapját vetette meg, amelyekkel megelőzte saját korát: iskolákat, közkönyvtárakat, kórházakat, közraktárakat, segélyező egyleteket alapított. 1752-ben írott könyvében, az „Egy Európai beszélgetése egy Dumocala Királyságbéli szigetlakóval” („Entretien d'un Européen avec un insulaire du royaume de Dumocala”) felvázolta egy jövőbeli város idealizált képét. 1749-től írta a „A jóakaratú filozófus művei” („Oeuvres du philosophe bienfaisant”) című filozófiai esszésorozatát, amelyben Rousseau-val vitatkozik a felvilágosodás kérdéseiről.
Fővárosát, Nancyt számos fényes épülettel gazdagította. 1750-ben megalapította itt a nyilvános Királyi Könyvtárat (Bibliothèque royale), és a Tudományos és Irodalmi Királyi Társaságot (Société Royale des Sciences et Belles-lettres), amelyet alapítójáról máig Szaniszló Akadémiának (Académie de Stanislas) neveznek. A királyi alapítólevél szerint az Akadémia célja az ismeretek terjesztése, a francia nyelv „előremozdítása”, és a felvilágosodás szellemében erősítse a vallási és politikai toleranciát. Ma is megcsodálható a Szaniszló tér (Place Stanislas) körül emelt impozáns épületegyüttes, amelyet Emmanuel Héré műépítésszel terveztetett és építtetett, eredetileg vejének, XV. Lajosnak tiszteletére. A teret 1757 novemberében nyitották meg. A tér közepén XV. Lajos szobra állt. Leszczyński Szaniszló építtette a nancyi Notre-Dame de Bonsecours templomot, a Hôtel des Missions Royales palotát, a Place d’Alliance és Place de la Carrière tereket, a Szent Szaniszló és Szent Katalin városkapukat.
Leszczyński Szaniszló több királyi lakóhelyet is berendezett, így a Commercy, a Malgrange, a Jolivet és az Einville kastélyokat. A lunéville-i kastélyt úgy fejlesztette fel, hogy azt elnevezték a „lotaringiai Versailles”-nak. A palota parkjának díszeit Emmanuel Héré építész készítette, aki szórakoztató pavilont (folies) telepített a parkba, a „törökös” kioszkot, a kínai kalap-formájú pavilont, a „karthauzi házacskákat” („maisonnettes les Chartreuses”), szabadtéri színpadokat, szökőkutakat, a vízesés-pavilont, és sok más különlegességet.
Szaniszló és felesége minden ősszel meglátogatták leányukat Versailles-ban. Tartózkodásuk idejére a király rendelkezésükre bocsátotta a Nagy-Trianon kastélyt.
A történelem furcsa fordulataként Szaniszló herceg unokája, Lajos Ferdinánd francia királyi herceg, Leszczyńska Mária királyné egyetlen fia, Franciaország trónörököse 1747. február 9-én Mária Jozefa Karolina szász hercegnőt vette feleségül, annak a II. (Erős) Ágost lengyel királynak unokáját, akivel Leszczyński Szaniszló két sikertelen háborút vívott. Egy hónappal később, 1747 márciusában Szaniszló herceg felesége, Katarzyna Opalińska grófnő, lengyel királyné Lunéville-ben elhunyt. A nancyi Notre-Dame-de-Bonsecours templomban temették el, síremlékét az özvegy Leszczyński Szaniszló egy divatos párizsi szobrásszal, Nicolas-Sébastien Adammal készíttette el 1749-ben.
Szaniszló herceg 1762-ben még megérhette dédunokájának, Mária Terézia főhercegnőnek (1762–1770), II. József császár és Mária Izabella Bourbon–pármai hercegnő (1741–1763) egyetlen gyermekének születését, de egy évvel később unokájának, Mária Izabellának korai halálát is.

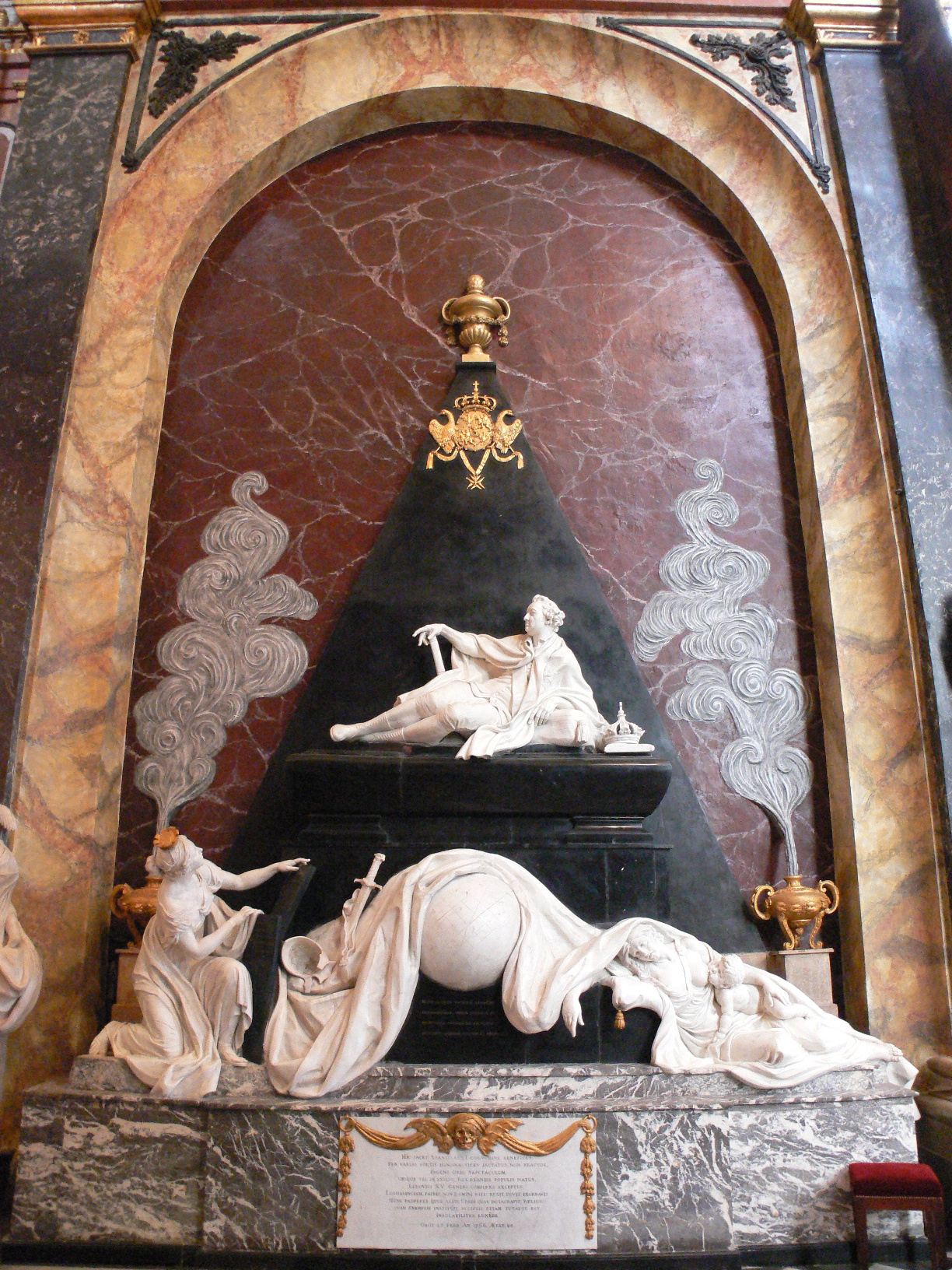
Stanisław Leszczyński síremléke Nancyban

### Elhunyta
Utolsó éveiben mellette volt személyes barátja, Bercsényi László Ignác, II. Rákóczi Ferenc testőrségének századosa, majd Franciaország marsallja, aki a birtokára is költözött.
A fordulatos sorsú Stanisław Leszczyńskit 88 éves korában, 1766 februárjában lunéville-i kastélyában súlyos baleset érte. Saját lakószobájának kandallójából kicsapó lángoktól súlyosan megégett. Több napos szenvedés után, február 23-án belehalt sérüléseibe. Feleségéhez hasonlóan őt is a nancyi Notre-Dame-de-Bonsecours templomban helyezték örök nyugalomra. 1768-ban elhunyt leányának, Leszczyńska Mária francia királynénak szívét, meghagyása szerint ugyancsak Nancyba hozták, és szülei mellé helyezték. A francia forradalom alatt a sírkápolnát meggyalázták. A síremlékek – művészi értékük miatt – megmenekültek a szétrombolástól, de a koporsókat eltávolították, közös sírba vetették, a templomot múzeummá alakították. 1807-ben, a Bourbon-restauráció után a templomot és a sírhelyeket helyreállították, ezek ma is láthatók.
Halála után Lotaringia és Bar hercegsége (leánya révén) vejére, XV. Lajos francia királyra szállt, a tartomány máig Franciaország része maradt.
Számos emlékmű őrzi emlékét. Nancyban a Szaniszló tér (Place Stanislas) viseli nevét. XV. Lajos lovasszobrát, amelyet az 1757-ben megnyitott téren állítottak fel, a francia forradalom alatt ledöntötték. Helyére 1831-ben Leszczyński Szaniszló bronzszobrát állították fel.

## Művei
- Correspondance de Stanislas Leszczynski avec Frédéric-Guillaume Ier et Frédéric II, kiadta Pierre Boyé, Paris-Nancy, 1906
- Entretien d'un Européen avec un insulaire du royaume de Dumocala, szövegét gondozta és rendezte Laurent Versini, Université de Nancy II, 1981
- Œuvres du Philosophe bienfaisant, 3 kötetben, 1764.
- Les Opuscules inédits de Stanislas, bemutatja Louis Lacroix, Nany, 1866
- Stanislas Leszczynski, inédits, kiadatlan művei, René Taveneaux bevezetőjével, szövegét gondozta és rendezte Laurent Versini, Presses Universitaires de Nancy, 1984

## Külső hivatkozások
- Családi, életrajzi adatai
- Élete.

## Lásd még
- pl:Wojna domowa w Polsce 1704-1706 (Az 1704–1706-os lengyel polgárháború, a lengyel Wiki szócikke).
- pl:Rzeczpospolita (A Lengyel–Litván Unió, a lengyel Wiki szócikke).
- Lengyelország uralkodóinak listája
- Lengyel fejedelmek és királyok családfája

| Előző uralkodó: II. (Erős) Ágost | Lengyel uralkodó 1704 – 1709 | Következő uralkodó: II. (Erős) Ágost |

| Előző uralkodó: II. (Erős) Ágost | Lengyel uralkodó 1733 – 1736 | Következő uralkodó: III. (Szász) Ágost |